# Cervati-hegység
A Cervati hegy Olaszország Campania régiójában, a Cilento és Vallo di Diano Nemzeti Park területén (központjában). Számos karsztforma jellemzi.